# Latiar
Latiar, en la Antigua Roma, era una primitiva festividad instituida por Tarquinio el Soberbio en honor de Júpiter Latiaris o Lacial (Iuppiter Latiaris o Latialis), protector de los pueblos latinos.
Tarquinio, que había establecido un tratado de alianza con los pueblos latinos, para perpetuarla, propuso erigir un templo común, donde todos los aliados: romanos, latinos, hérnicos (hernici), volscos (volsci), deberían reunirse todos los años, manteniendo una especie de feria, donde se intercambiaban mercancías, participaban conjuntamente en la fiesta, realizaban sacrificios y hacían votos de agradecimiento a la deidad.
Tarquinio sólo estableció un único día de fiesta, pero más tarde, como celebración por la victoria de los aliados latinos sobre Porsenna, el primer cónsul romano añadió un segundo día festivo al Latiar. Un tercer día se añadió después de que el pueblo que se había retirado al Monte Sacro, volviese a Roma y un cuarto con motivo de apagar la sedición planteada por los plebeyos que aspiraban al consulado.
Estos cuatro días fueron llamados Latin feriae y todos los acontecimientos realizados durante el transcurso de los mismos, como las ferias, fiestas, sacrificios u ofrendas fueron llamados Latiares.